# 무고조파
고전역학에서 무고조파는 진동의 체계가 조화 진동자(harmonic oscillator)가 되는 것에서 벗어난 것을 가리키는 용어이다.

## 설명
단순 조화 운동에서 진동하지 않는 진동은 무조화 발진기로 알려져 있으며 여기에서 진동 체계는 고조파 발진기에 근사화 될 수 있고 섭동 이론을 사용하여 무조화도를 정밀하게 계산할 수 있다. 다만 무고조파가 크면 다른 수치 기술을 사용해야 한다. 실제로 모든 진동 체계의 대부분은 무고조파이지만 대부분은 고조파 발진기에 근사하며 진동의 진폭이 작을수록 조화 진동자에 가깝다.

## 같이 보기
- 고전역학
- 진동